# Microfalda

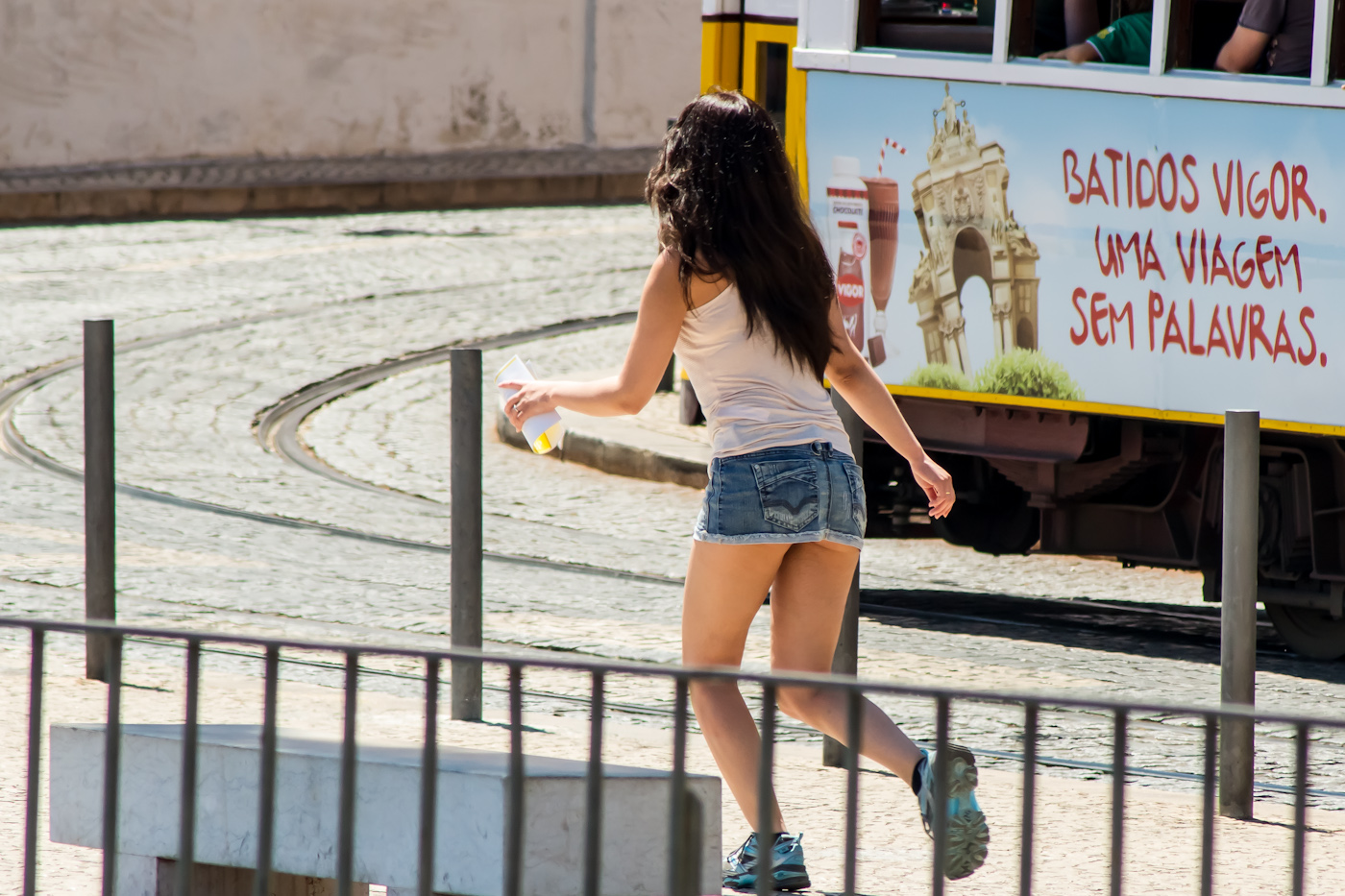
Chica en microfalda.

Una microfalda es una falda más corta que la minifalda. A diferencia de esta, que termina 20 o 25 cm por encima de la rodilla, su longitud suele ser menor de 20 cm, no llegando a cubrir por entero las nalgas las versiones más minúsculas, aparecidas en los años 2000 y por eso a veces descritas como falda cinturón. En cuanto al colorido, dominan los tonos oscuros y fuertes, como el negro o el rojo, o muy claros, como el blanco o el rosa. Para evitar revelar demasiado, se suelen llevar con pantis o mallas.
Surgió en Japón en los años 1990 a partir de los uniformes de las escolares y se hizo muy popular entre las más jóvenes, llegando a Europa en los años 2000; volvieron a ser tendencia veinte años más tarde entre la Generación Z, debido tanto a la reivindicación de la moda, como también el auge de la tendencia Y2k entre los adolescentes.